# Gela Bolkvadze
Gela Bolkvadze (in georgiano გელა ბოლქვაძე?; Batumi, 16 febbraio 1995) è un lottatore georgiano specializzato nella lotta greco-romana.

## Palmarès
- Europei

Budapest 2022: argento negli 82 kg.